# Albert Dorca
Albert Dorca Masó (Olot, Gerona, 23 de diciembre de 1982) es un futbolista español. Juega como centrocampista y su actual equipo es la U. E. Cornellà de la Segunda División B de España.

## Trayectoria
Comenzó su carrera deportiva en la cantera del F. C. Barcelona, en el equipo juvenil, con el que alternaría apariciones con el F. C. Barcelona "C", tercer filial blaugrana.
En 2004 fichó por el Palamós C. F. donde estuvo una temporada. Al año siguiente el olotino firmó por la U. E. Castelldefels donde también jugó una campaña. 
En 2006 fichó por el Girona F. C., en aquel momento en la Tercera División del fútbol español, equipo en el que permaneció durante siete años consiguiendo dos ascensos.
Al quedar libre en la temporada 2012-13, el Racing de Santander se hizo con sus servicios. Estuvo sólo un año en el conjunto cántabro.
En verano de 2013 fichó por el Real Murcia C. F., con el que se clasificó para jugar los play-offs de ascenso a Primera División, quedando eliminado por el Córdoba C. F. en semifinales. Sin embargo, en verano de 2014, la RFEF y la LFP decidieron descender administrativamente a la Segunda División B de España al club murciano por impagos, por lo que abandonó el conjunto pimontonero y pasó al Real Zaragoza, confirmándose su fichaje el 26 de agosto de 2014 para las siguientes dos temporadas. En verano de 2016 firmó con el Elche tras acabar contrato con el Real Zaragoza. Un año después fichó por la A. D. Alcorcón.
En agosto de 2020 regresó al fútbol catalán para jugar en Segunda B con la U. E. Cornellà.

## Clubes
| Club                | País   | Año       |
| ------------------- | ------ | --------- |
| F. C. Barcelona "C" | España | 1999-2003 |
| Palamós C. F.       | España | 2003-2004 |
| U. E. Castelldefels | España | 2004-2005 |
| Girona F. C.        | España | 2005-2012 |
| Racing de Santander | España | 2012-2013 |
| Real Murcia C. F.   | España | 2013-2014 |
| Real Zaragoza       | España | 2014-2016 |
| Elche C. F.         | España | 2016-2017 |
| A. D. Alcorcón      | España | 2017-2020 |
| U. E. Cornellà      | España | 2020-2022 |